# Sarah Katholnig
Sarah Katholnig (* 1984)  ist eine Politikerin der Sozialdemokratischen Partei Österreichs (SPÖ). Seit März 2022 ist sie Vizebürgermeisterin der Stadt Villach.

## Wirken
Sarah Katholnig ist gelernte Hotel- und Gastgewerbeassistentin, vor ihrem Wechsel in die Politik arbeitete sie einige Jahre in der Sozialabteilung des Magistrat Villach. Ihr politisches Engagement begann bereits in ihrer Jugend, unter anderem durch eine Mitgliedschaft bei den Roten Falken. Von 2018 bis 2022 war sie Geschäftsführerin des SPÖ-Gemeinderatsklubs.  Parallel hatte sie verschiedene weitere Funktionen unter anderem bei der Volkshilfe sowie beim Landskroner Kulturverein inne und ist stellvertretende Landesfrauenvorsitzende der Gewerkschaft Younion. Nachdem die damalige Erste Vizebürgermeisterin Irene Hochstetter-Lackner im Jänner 2022 ihren Rücktritt angekündigt hatte, wurde Sarah Katholnig von der SPÖ als ihre Nachfolgerin präsentiert und am 11. März 2022 angelobt. Sie übernahm die Referate „Bildung“, „Naturparkangelegenheiten“, „Abfallwirtschaft“, „Reuse und Nachhaltigkeit“, „Stadtgrün“, „Wirtschaftshof“, „Bestattung“, „Bäder“ und „Städtepartnerschaften“.
Sarah Katholnig ist Mutter eines Sohnes und lebt in Villach.
Als Vizebürgermeisterin setzte sie sich unter anderem für die Bepflanzung des Hauptplatzes mit Bäumen ein. Der Platz sollte nach dem Schwammstadtprinzip umgestaltet und damit Hitzeinseln entschärft und Maßnahmen zur Regenwasserversickerung und Hochwasserprävention gesetzt werden. Das Projekt wurde im Rahmen des von der Österreichischen Energieagentur initiierten e5-Programmes für nachhaltige Klimaschutzarbeit auf Gemeindeebene mit der e5-Krone ausgezeichnet. Zudem nahm Katholnig für die Stadt Villach beim LivCom-Award eine Silbermedaille in der Kategorie „Whole City“, also für den gesamtheitlichen Umgang mit dem Thema Lebensqualität, entgegen.